# Murphys Estates
Murphys Estates – jednostka osadnicza w Stanach Zjednoczonych, w stanie Karolina Południowa, w hrabstwie Edgefield.